# Labrun
Labrun este o comună din landul Saxonia-Anhalt, Germania.